# Turismo científico

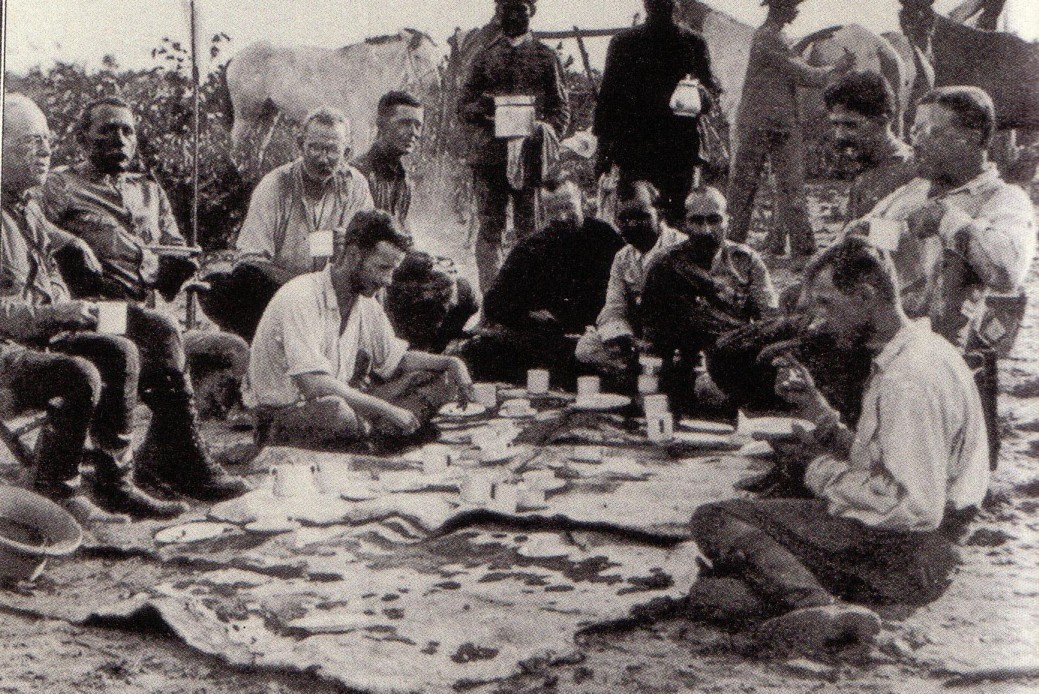
A Expedição Científica Rondon-Roosevelt.

O turismo científico, sub-dimensão do turismo cultural, é o deslocamento dentro do padrão turístico cuja motivação encontra-se no interesse ou na necessidade de realização de estudos e pesquisas científicas, portanto pode ser percebida como sendo a viagem de um cientista na busca de sua pesquisa de campo. É importante salientar que o comportamento preocupado em observar a realidade sem destruir o objeto de estudo ou altera-lo de forma predadora caracteriza-se como base para a sua efetiva realização.
O turismo científico é evidenciado por efetuar-se exclusivamente de forma individual ou em pequenos grupos. Podendo ocorrer em locais com uma complexa estrutura turística ou com a sua total inexistência, pois o seu foco sempre é aproximar-se do objeto de estudo excluindo o lazer e o repouso de forma parcial ou total.